# Bracon querceus
Bracon querceus är en stekelart som beskrevs av Vladimir Ivanovich Tobias 1986. Bracon querceus ingår i släktet Bracon och familjen bracksteklar. Inga underarter finns listade.